# Censo de los Estados Unidos de 1830
El censo de los Estados Unidos de 1830 fue el quinto censo realizado en Estados Unidos. Se llevó a cabo el 1 de junio de 1830 y dio como resultado una población de 12 860 702 personas, de las cuales 2 009 043 eran esclavos.

## Realización
El censo inició el mes de junio en lugar del mes de agosto como era habitual a petición del presidente John Quincy Adams, quién también pidió clasificar a la población en grupos de edad en intervalos de diez años y extender la clasificación hasta «las últimas fronteras de la vida». El trabajo de realizar el censo fue asignado por el Congreso de los Estados Unidos al Cuerpo de Alguaciles de Estados Unidos. El censo fue realizado por casa en lugar de ser por ciudadano. En cada casa se realizaron las siguientes preguntas:
- Nombre del jefe de familia
- Número de hombres blancos, clasificados por edad cada cinco años hasta los veinte años, cada diez años hasta los 100 años y mayores de 100 años
- Número de mujeres blancas, clasificadas por edad cada cinco años hasta los veinte años, cada diez años hasta los 100 años y mayores de 100 años
- Número de hombres esclavos, clasificados por edad de menores de 10 años, de 10 a 24 años, de 24 a 36 años, de 36 a 55 años, de 55 a 100 años y mayores de 100 años
- Número de mujeres esclavas, clasificadas por edad de menores de 10 años, de 10 a 24 años, de 24 a 36 años, de 36 a 55 años, de 55 a 100 años y mayores de 100 años
- Número de hombres negros libertos, clasificados por edad de menores de 10 años, de 10 a 24 años, de 24 a 36 años, de 36 a 55 años, de 55 a 100 años y mayores de 100 años
- Número de mujeres negras libertas, clasificadas por edad de menores de 10 años, de 10 a 24 años, de 24 a 36 años, de 36 a 55 años, de 55 a 100 años y mayores de 100 años
- Total de habitantes en la casa
- Número de personas blancas sordas o mudos, clasificados por edad de menores de 14 años, de 14 a 25 años y mayores de 25 años
- Número de personas blancas ciegas, sin distinción de edad
- Número de esclavos y negros sordos o mudos, clasificados por edad de menores de 14 años, de 14 a 25 años y mayores de 25 años
- Número de esclavos y negros ciegos, sin distinción de edad
- Número de forasteros (extranjeros no naturalizados)

Este fue el primer censo de Estados Unidos en utilizar un formato estandarizado para recoger los datos. Previamente cada alguacil utilizaba cualquier soporte de papel disponible, desde hojas sueltas hasta libros contables, y trazaba sus propias tablas para anotar los datos, lo cual dificultaba llevar a cabo las sumatorias. A diferencia de los dos censos previos, en este no se reunió información sobre la economía nacional a consecuencia de las dificultades para recolectar y sistematizar los resultados de los ejercicios previos.

## Preservación de los datos
Hay pérdida parcial en los documentos originales de los estados de Carolina del Sur, Maryland y Misisipi.

## Resultados
| Posición | Estado                  | Población  |
| -------- | ----------------------- | ---------- |
| 1        | Nueva York              | 1 918 608  |
| 2        | Pensilvania             | 1 348 233  |
| 3        | Virginia                | 1 220 978  |
| 4        | Ohio                    | 937 903    |
| 5        | Carolina del Norte      | 737 987    |
| 6        | Kentucky                | 687 917    |
| 7        | Tennessee               | 681 904    |
| 8        | Massachusetts           | 610 408    |
| 9        | Carolina del Sur        | 581 185    |
| 10       | Georgia                 | 516 823    |
| 11       | Maryland                | 447 040    |
| 12       | Maine                   | 399 455    |
| 13       | Indiana                 | 343 031    |
| 14       | Nueva Jersey            | 320 823    |
| 15       | Alabama                 | 309 527    |
| 16       | Connecticut             | 297 675    |
| 17       | Vermont                 | 280 652    |
| 18       | Nuevo Hampshire         | 269 328    |
| 19       | Luisiana                | 215 739    |
| 20       | Illinois                | 157 445    |
| 21       | Misuri                  | 140 455    |
| 22       | Misisipi                | 136 621    |
| 23       | Rhode Island            | 97 199     |
| 24       | Delaware                | 76 748     |
| 25       | Territorio de Florida   | 34 730     |
| 26       | Territorio de Arkansas  | 30 388     |
| 27       | Distrito de Columbia    | 30 261     |
| 28       | Territorio de Míchigan  | 28 004     |
| 29       | Territorio de Wisconsin | 3 635      |
| Total    | Total                   | 12 860 702 |

## Ciudades más pobladas
| Posición | Ciudad             | Estado               | Población |
| -------- | ------------------ | -------------------- | --------- |
| 1        | Nueva York         | Nueva York           | 202 589   |
| 2        | Baltimore          | Maryland             | 80 620    |
| 3        | Filadelfia         | Pensilvania          | 80 462    |
| 4        | Boston             | Massachusetts        | 61 392    |
| 5        | Nueva Orleans      | Luisiana             | 46 082    |
| 6        | Charleston         | Carolina del Sur     | 30 289    |
| 7        | Northern Liberties | Pensilvania          | 28 872    |
| 8        | Cincinnati         | Ohio                 | 24 831    |
| 9        | Albany             | Nueva York           | 24 209    |
| 10       | Southwark          | Pensilvania          | 20 581    |
| 11       | Washington         | Distrito de Columbia | 18 826    |
| 12       | Providence         | Rhode Island         | 16 833    |
| 13       | Richmond           | Virginia             | 16 060    |
| 14       | Salem              | Massachusetts        | 13 895    |
| 15       | Kensington         | Pensilvania          | 13 394    |
| 16       | Portland           | Maine                | 12 598    |
| 17       | Pittsburgh         | Pensilvania          | 12 568    |
| 18       | Brooklyn           | Nueva York           | 12 406    |
| 19       | Troy               | Nueva York           | 11 556    |
| 20       | Spring Garden      | Pensilvania          | 11 140    |